# 니나와 평원 보호부대
니나와 평원 보호부대 또는 NPU는 2014년 말 설립된 군사 조직으로, 이라크 내의 아시리아인이 다수이지만 배타적이지는 않다. 이들은 자신들을 ISIL로부터 방어하는 것이 주요 목적이다. 니네베 평원은 이라크 내에서 아시리아인들이 전통적으로 밀집해서 사는 지역이다. 2014년 12월, 단체는 500명에서 1,000명 가량을 훈련하고 있다고 말했으며 미국이 이들의 훈련을 돕고 유럽과 미국의 아시리아인들이 금융 지원을 해주고 있다고 말했다. 2015년 2월 입증되지 않은 기사에 따르면 5,000명의 아시리아인들이 훈련받기 위해 등록을 마쳤으며 500명은 이미 전투 훈련을 받고 있고 500명의 자원단이 위협받는 마을의 방어전에 나섰다고 했다.

## 같이 보기
- 신자르 동맹
- 이라크 투르크멘 전선
- 페쉬메르가